# آلن واشباند
آلن واشباند (انگلیسی: Alan Washbond; ۱۴ اکتبر ۱۸۹۹ – ۳۰ ژوئیهٔ ۱۹۶۵) ورزشکار بابسلد اهل ایالات متحده آمریکا بود.
از افتخارات وی می‌توان به کسب مدال طلا در بازی‌های المپیک زمستانی ۱۹۳۶ اشاره کرد.